# Goitom Kifle
Goitom Kifle (3 dicembre 1993) è un mezzofondista e maratoneta eritreo.

## Palmarès
| Anno | Manifestazione      | Sede           | Evento         | Risultato | Prestazione | Note                                     |
| ---- | ------------------- | -------------- | -------------- | --------- | ----------- | ---------------------------------------- |
| 2009 | Mondiali allievi    | Bressanone     | 3000 m piani   | Bronzo    | 8'05"83     |                                          |
| 2011 | Mondiali            | Taegu          | 5000 m piani   | Batteria  | 14'06"42    |                                          |
| 2013 | Mondiali            | Mosca          | 10000 m piani  | 17º       | 27'56"38    |                                          |
| 2014 | Campionati africani | Marrakech      | 10000 m piani  | 9º        | 29'01"75    |                                          |
| 2016 | Giochi olimpici     | Rio de Janeiro | 10000 m piani  | 24º       | 28'15"99    |                                          |
| 2017 | Mondiali di cross   | Kampala        | Corsa seniores | 23º       | 29'56"      |                                          |
| 2021 | Giochi olimpici     | Tokyo          | Maratona       | 14º       | 2h13'22"    |                                          |
| 2022 | Mondiali            | Eugene         | Maratona       | 22º       | 2h11'10"    | Miglior prestazione personale stagionale |
| 2023 | Mondiali            | Budapest       | Maratona       | 48º       | 2h21'28"    |                                          |

## Campionati nazionali
2014
- 6º ai campionati eritrei di mezza maratona - 1h01'08"

2015
- 9º ai campionati eritrei di mezza maratona - 1h04'43"

2021
- Bronzo ai campionati eritrei di mezza maratona - 1h03'46"

2022
- 5º ai campionati eritrei di mezza maratona - 1h03'51"

## Altre competizioni internazionali
2013
- 11º al Prefontaine Classic ( Eugene), 10000 m piani - 27'32"00

2014
- 11º al Prefontaine Classic ( Eugene), 10000 m piani - 27'43"30

2015
- 5º alla Mezza maratona di Luanda ( Luanda) - 1h02'30"

2016
- 9º alla Mezza maratona di Lisbona ( Lisbona) - 1h02'39"
- Oro alla Mezza maratona di Marugame ( Marugame) - 1h00'49"

2017
- 7º alla Mezza maratona di Gifu ( Gifu) - 1h02'27"

2019
- 10º alla Maratona di Praga ( Praga) - 2h10'18"
- 4º alla Maratona di Lubiana ( Lubiana) - 2h08'09"

2021
- Bronzo alla Maratona di Enschede ( Enschede) - 2h08'07"
- 6º alla Maratona di Valencia ( Valencia) - 2h05'28"

2022
- 10º alla Maratona di Valencia ( Valencia) - 2h06'09"

2023
- 6º alla Maratona di Daegu ( Daegu) - 2h08'15"
- 29º alla Maratona di Valencia ( Valencia) - 2h08'22"

2025
- 14º alla Maratona di Siviglia ( Siviglia) - 2h07'38"